# Jerzy Kościński
Jerzy Kościński (ur. 1937, zm. 6 maja 2017) – polski działacz i sędzia koszykarski, wiceprezes Polskiego Związku Koszykówki (PZKosz.).

## Życiorys
Z wykształcenia był prawnikiem. Piastował między innymi funkcję kierownika reprezentacji Polski mężczyzn oraz prezesa Warszawskiego Okręgowego Związku Koszykówki. Od 1977 był międzynarodowym sędzią koszykarskim, a od 2007 sędzią honorowym FIBA, natomiast w latach 1980–1985 pełnił funkcję przewodniczącego Kolegium Sędziów PZKosz. Piastował również funkcję wiceprezesa Polskiego Związku Koszykówki. W uznaniu zasług został w 1992 odznaczony Medalem za Zasługi dla Polskiej Koszykówki. Zmarł 6 maja 2017. Został pochowany na Cmentarzu Pruszkowskim w Gąsinie.